# کوشاراوا
کوشاراوا (به لهستانی:  Koszarawa) یک روستا در لهستان است که در گمینا کوشاراوا واقع شده‌است.
 کوشاراوا  ۲٬۵۳۸ نفر جمعیت دارد.